# Anselm Kiefer
Anselm Kiefer (født 8. marts 1945) er en tysk maler og skulptør. Hans værker inkorporerer materialer som strå, aske, ler og shellac. Anselm Kiefer er optaget af tabubelagte og kontroversielle emner fra nyere historie. Især er han optaget af nazityskland og holocaust, hvilket især ses i værket "Margarethe" der er en visualisering af Paul Celans berømte digt Todesfuge (de).

## References
1. ↑  "Anselm Kiefer". Den Store Danske (lex.dk online udgave).